# Tour Saint-Gobain
Tour Saint-Gobain, früher auch Tour M2 genannt, ist der Name eines Wolkenkratzers im Pariser Vorort Courbevoie in der Bürostadt La Défense. Der Baubeginn erfolgte im Jahr 2016. Fertiggestellt wurde das Hochhaus im Jahr 2019. Der Wolkenkratzer verfügt über 48.900 m², verteilt auf 38 Etagen. Bauherr ist der französische Industriekonzern Saint-Gobain, welcher dort seinen neuen Hauptsitz hat.
Der Büroturm ist mit der Métrostation La Défense und dem Bahnhof La Défense an den öffentlichen Nahverkehr im Großraum Paris angebunden.

## Galerie

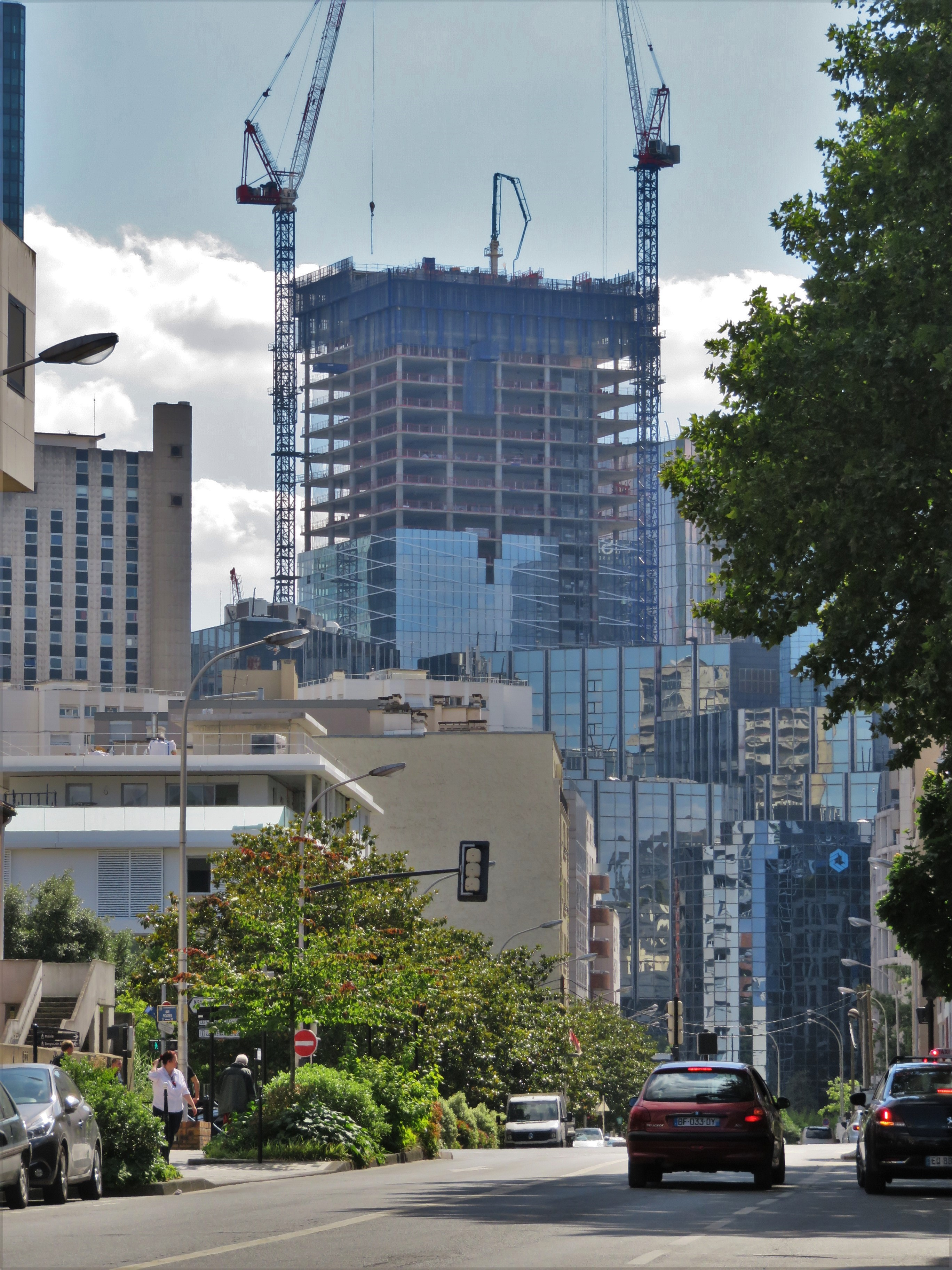
Der Turm im Bau im Juni 2018
Der fertiggestellte Turm im Jahr 2021
Tour Saint-Gobain im Jahr 2021
Tour Saint-Gobain im Januar 2025